# Thun-l'Évêque
Thun-l'Évêque är en kommun i departementet Nord i regionen Hauts-de-France i norra Frankrike. Kommunen ligger i kantonen Cambrai-Est som tillhör arrondissementet Cambrai. År 2022 hade Thun-l'Évêque 777 invånare.

## Befolkningsutveckling
Antalet invånare i kommunen Thun-l'Évêque
| Referens: INSEE |